# Corravillers
Corravillers ist eine französische Gemeinde mit 164 Einwohnern (Stand: 1. Januar 2022) im Département Haute-Saône in der Region Bourgogne-Franche-Comté. Die Bewohner werden Corrévrots und Corrévrotes genannt.

## Geographie
Corravillers liegt auf einer Höhe von 455 m über dem Meeresspiegel, sieben Kilometer nordöstlich von Faucogney-et-la-Mer und etwa 46 Kilometer nordöstlich der Stadt Vesoul (Luftlinie). Das Dorf erstreckt sich im äußersten Nordosten des Départements, in den südwestlichen Vogesen, in einer Talweitung des Breuchin.
Die Fläche des 11,20 km² großen Gemeindegebiets umfasst einen Abschnitt der von Tälern durchzogenen Plateaulandschaft am Westrand der Vogesen. Von Osten nach Westen wird das Gebiet vom Tal des Breuchin durchquert, der für die Entwässerung zur Lanterne sorgt. Die flache Talaue liegt durchschnittlich auf 450 m und weist eine Breite von maximal einem Kilometer auf. Sie wird überwiegend landwirtschaftlich genutzt.

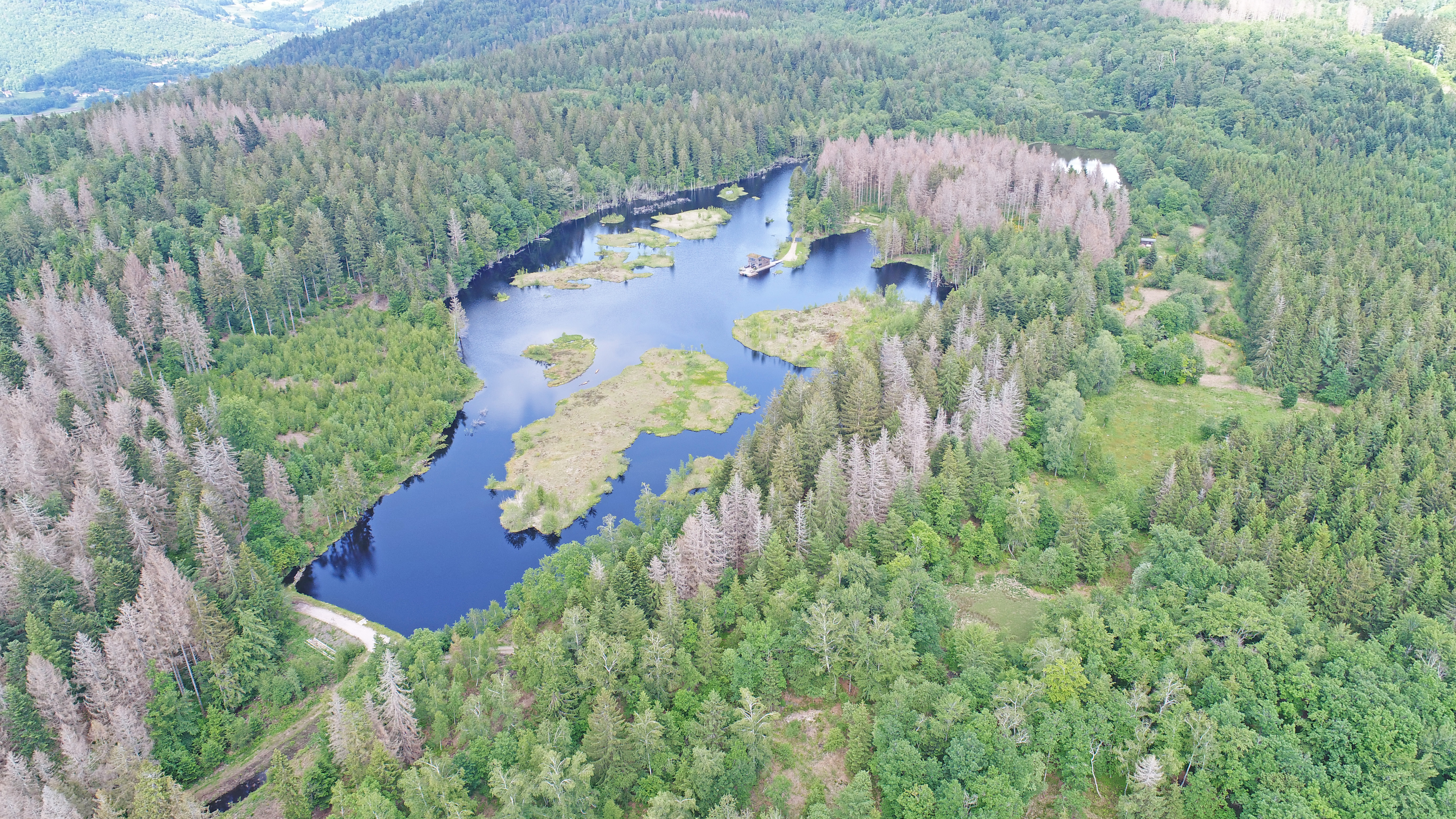
Étang de l’Oranger

Das Tal des Breuchin ist ungefähr 200 m tief in das umgebende Hochplateau eingesenkt. Die Talhänge werden durch die Erosionsrinnen verschiedener kurzer Seitenbäche des Breuchin untergliedert. Nördlich des Breuchin-Tals verläuft die Grenze am unteren Talhang. Nach Süden erstreckt sich das Gemeindeareal auf das angrenzende Hochplateau von Esmoulières, das zum Plateau des Mille Étangs gehört. Das Plateau zeigt ein lockeres Gefüge von Wald, Weideland, Heidelandschaften und Mooren. Es erreicht eine mittlere Höhe von 660 m. Hier befinden sich zahlreiche kleine Seen, die überwiegend natürlichen Ursprungs sind und während der Eiszeit durch Gletscherschliff entstanden. Einige dieser Teiche wurden auch aufgestaut und dienen zur Fischzucht.

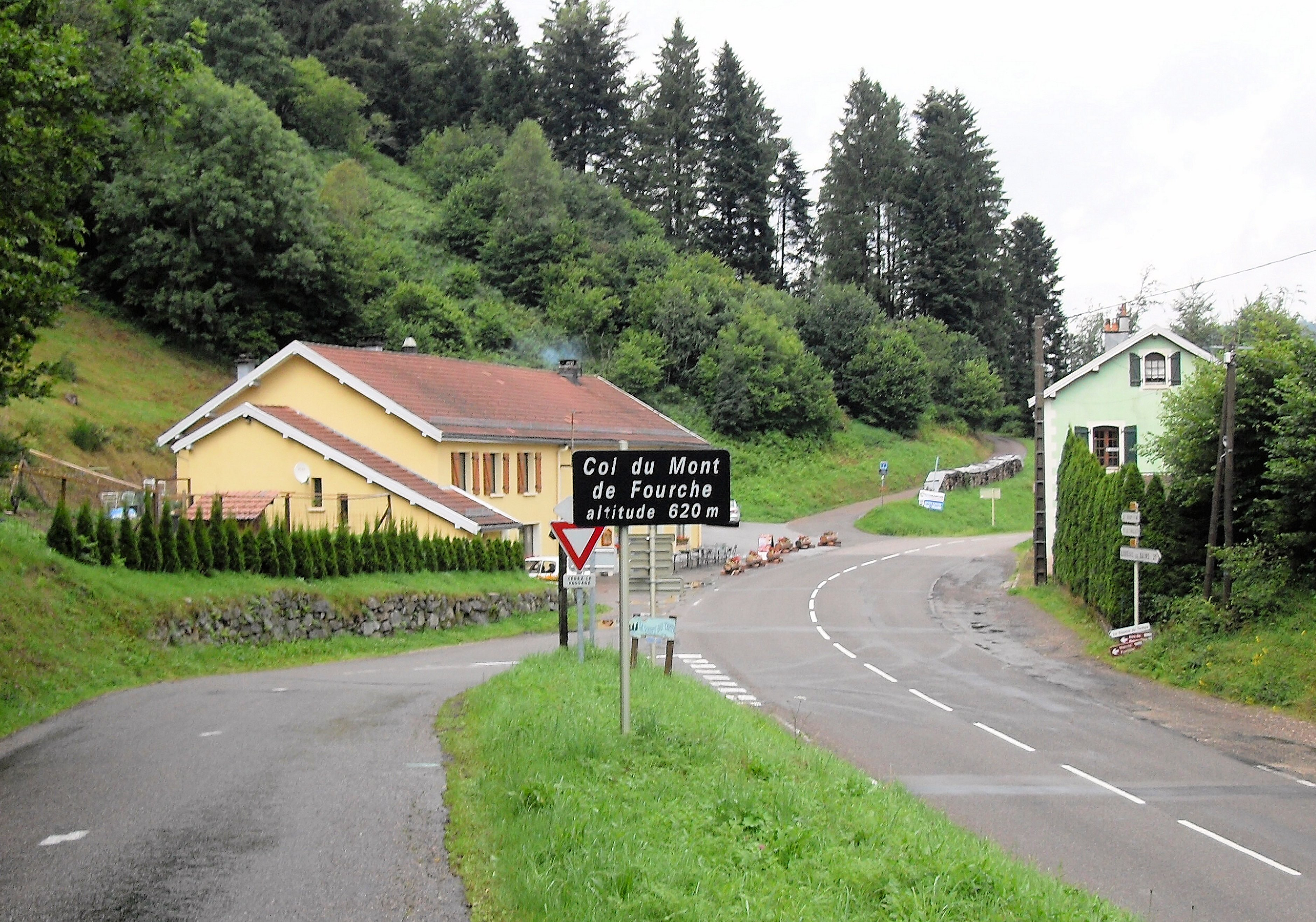
Col du Mont de Fourche

Nordöstlich des Breuchin bildet der Col du Mont de Fourche (621 m) den Übergang in das Tal der Mosel. Die Grenze verläuft auf dieser Wasserscheide mit den Waldkuppen der Bouloye (687 m), des Bois des Breuches (703 m) und des Bois du Murot (728 m). Ganz im Osten, im Bois des Ravières, wird mit 768 m die höchste Erhebung von Corravillers erreicht. In geologisch-tektonischer Hinsicht bestehen die Höhen teils aus Sedimenten, die während der Lias abgelagert wurden, teils tritt das kristalline Grundgestein zutage. Auf den Höhen wie auch in den Tälern finden sich Ablagerungen des Quartärs. Das gesamte Gemeindegebiet gehört zum Regionalen Naturpark Ballons des Vosges.
Zu Corravillers gehören neben dem eigentlichen Ort auch verschiedene Weiler und Gehöfte:
- Le Petit Corravillers (484 m) im Tal des Breuchin
- Esfoz (487 m) im Tal des Breuchin
- Le Court (625 m) am Nordrand des Plateau von Esmoulières

Nachbargemeinden von Corravillers sind La Rosière und Rupt-sur-Moselle im Norden, Ferdrupt im Osten, Beulotte-Saint-Laurent und Esmoulières im Süden sowie La Longine im Westen.

## Geschichte
Im Mittelalter gehörte Corravillers zur Freigrafschaft Burgund und darin zum Gebiet des Bailliage d’Amont. Die lokale Herrschaft hatten die Herren von Faucogney inne, die sich durch die Adelsfamilie von Corravillers vertreten ließen. Seit dem 13. Jahrhundert bildete Corravillers eine Pfarrei. Zusammen mit der Franche-Comté gelangte der Ort mit dem Frieden von Nimwegen 1678 definitiv an Frankreich. Offiziell hieß die Gemeinde Le Plain-de-Corravillers, bis 1974 der heutige Kurzname eingeführt wurde. Heute ist Corravillers Mitglied des Gemeindeverbandes Communauté de communes des 1000 étangs.

## Sehenswürdigkeiten

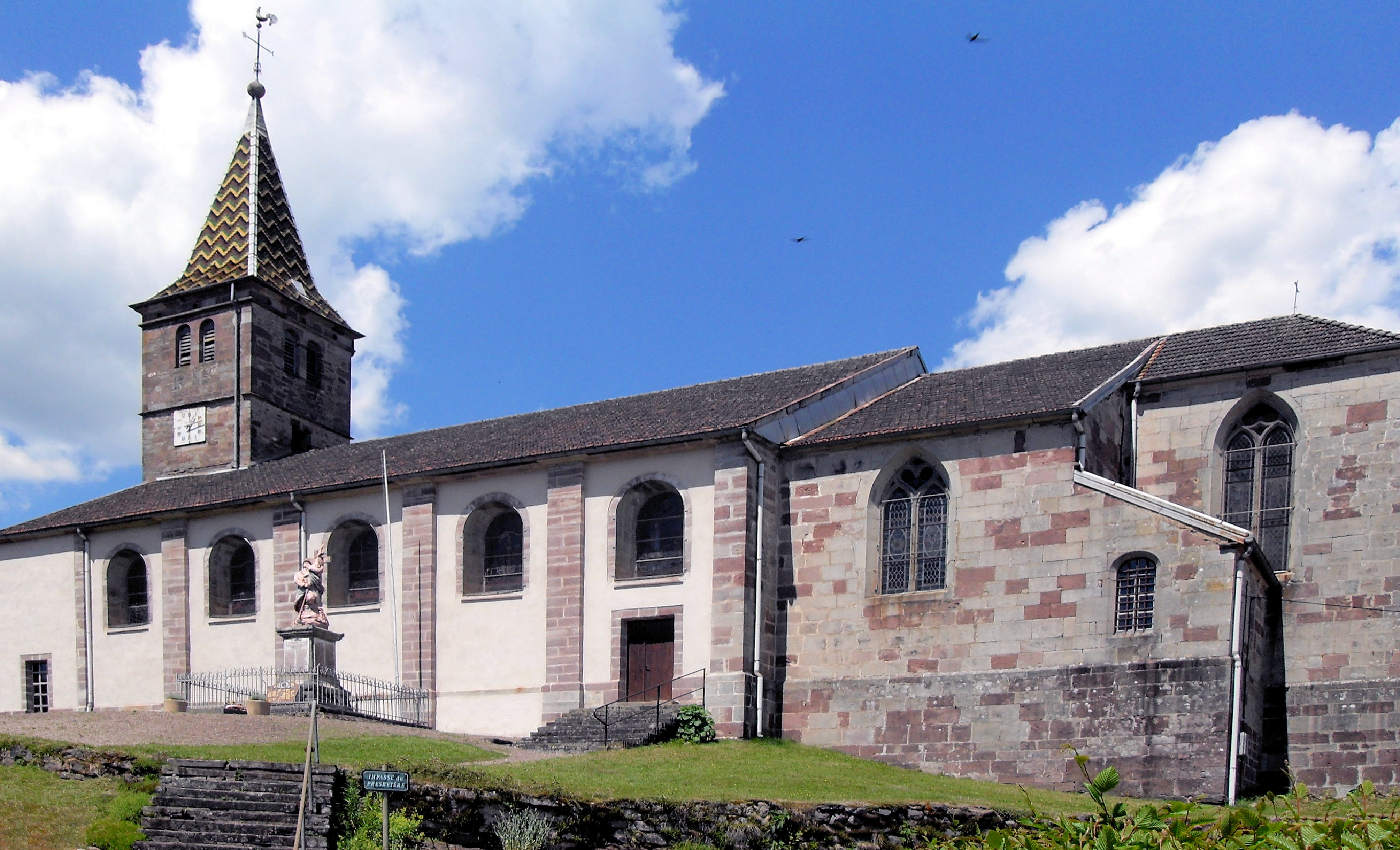
Kirche der Geburt Johannes des Täufers

Die Dorfkirche La Nativité-de-Saint-Jean-Baptiste von Corravillers wurde im 17. und 18. Jahrhundert im klassischen Stil neu erbaut. Zur wertvollen Ausstattung gehören ein Flachrelief von Nicolas Perrin, Mobiliar und Täfelungen aus dem 18. Jahrhundert, reich skulptierte Altäre mit Gemälden sowie 14 vergoldete und bemalte Statuetten (18. Jahrhundert). Neben einer ehemaligen Mühle am Breuchin steht ein Herrschaftssitz.

## Bevölkerung
| Jahr                       | 1962 | 1968 | 1975 | 1982 | 1990 | 1999 | 2006 | 2017 |
| Einwohner                  | 516  | 438  | 388  | 291  | 233  | 225  | 198  | 190  |
| Quellen: Cassini und INSEE |      |      |      |      |      |      |      |      |

Mit 164 Einwohnern (1. Januar 2022) gehört Corravillers zu den kleinen Gemeinden des Départements Haute-Saône. Nachdem die Einwohnerzahl in der ersten Hälfte des 20. Jahrhunderts stets im Bereich zwischen 580 und 650 Personen gelegen hatte, wurde seit Beginn der 1960er Jahre ein markanter Bevölkerungsrückgang verzeichnet. Seither hat die Einwohnerzahl um mehr als 60 % abgenommen.

## Wirtschaft und Infrastruktur
Corravillers war lange Zeit ein durch die Landwirtschaft (Milchwirtschaft und Viehzucht), die Forstwirtschaft und die Fischzucht geprägtes Dorf. Daneben gab es mehrere Mühlen, Sägereien und Schmieden. Heute gibt es einige Betriebe des lokalen Kleingewerbes, vor allem in den Branchen Holzverarbeitung und Feinmechanik. Viele Erwerbstätige sind auch Wegpendler, die in den größeren Ortschaften der Umgebung ihrer Arbeit nachgehen.
Die Ortschaft liegt abseits der größeren Durchgangsachsen an einer Departementsstraße, die von Luxeuil-les-Bains via Faucogney-et-la-Mer nach Rupt-sur-Moselle führt. Weitere Straßenverbindungen bestehen mit Servance, Le Thillot und La Rosière.